# Groźba karalna
Groźba karalna – przestępstwo polegające na grożeniu innej osobie popełnieniem przestępstwa na jej szkodę lub szkodę jej najbliższego.
Art. 190 KK stanowi:
§ 1.„Kto grozi innej osobie popełnieniem przestępstwa na jej szkodę lub na szkodę osoby dla niej najbliższej, jeżeli groźba wzbudza w osobie, do której została skierowana lub której dotyczy, uzasadnioną obawę, że będzie spełniona, podlega karze pozbawienia wolności do lat 3.
§ 2. Ściganie następuje na wniosek pokrzywdzonego.”
Groźby karalne są najczęściej formułowane słownie (bezpośrednio lub telefonicznie) lub pisemnie (listy z pogróżkami, wiadomości w formie elektronicznej). Przedmiotem gróźb są przeważnie zapowiedzi aktów przemocy, dokonanie szkód na mieniu bądź ujawnienie kompromitujących informacji (o ile takie ujawnienie naruszyłoby przepisy prawa).
Czyn ma charakter umyślny.
Uzasadniona obawa zachodzi wtedy, gdy pokrzywdzony, realnie oceniający sytuację, potraktuje groźbę poważnie i uwierzy w możliwość jej realizacji. Nie stanowią przestępstwa groźby, które co prawda wywołały u pokrzywdzonego obawę, że zostaną spełnione, ale z kontekstu sytuacyjnego wynika w oczywisty sposób, że obawa ta jest bezpodstawna. Natomiast inaczej jest w wypadku, kiedy groźba nie wywołała u pokrzywdzonego obawy, możliwe niekiedy jest przypisanie sprawcy odpowiedzialności za usiłowanie. W takim przypadku znaczenie ma intencja sprawcy.